# 达那·晋美桑波

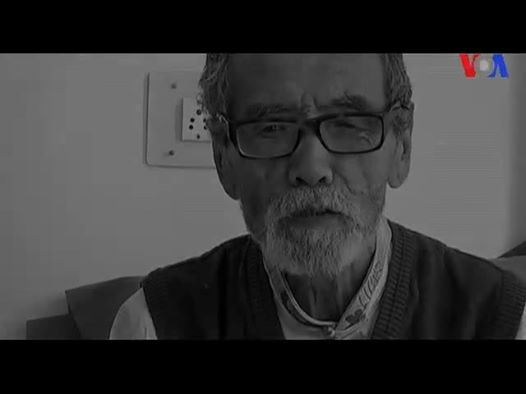
达那·晋美桑波

达那·晋美桑波（藏語：སྟག་སྣ་འཇིགས་མེད་བཟང་པོ，威利转写：stag sna 'jigs med bzang po，1926年—2020年10月17日），出生于西藏曲水县，曾在中国监狱度过30多年，被称为关押最久的西藏政治犯。

## 简介
1960年，任教于拉萨小学的晋美桑波因“教给学生煽动性的观念”被捕。1964年因言论再次被捕，在桑目叶监狱（Sangyip）服刑3年。1970年，因协助其侄女携资料前往印度，以反革命罪被判刑10年。1979年，晋美桑波获释，被转至距离拉萨60公里的礼桑（Nyethang）劳改。1983年9月3日，晋美桑波因在大昭寺门口张贴反对当局的传单再次被捕，被控反革命宣传和煽动罪，被判处有期徒刑15年，剥夺政治权利5年。1988年12月1日，因传播反革命言论，其刑期被延长5年。1991年12月6日，瑞士代表团访问其服刑的监狱，晋美桑波高呼口号。1992年4月4日，其刑期又被追加8年，剥夺政治权利3年。这样刑期累加后，他要到2011年9月3日才能获释。
2002年3月31日，76岁的晋美桑波以保外就医被提前获释。7月13日，晋美桑波抵达美国，後遷居瑞士。

## 引用
1. ↑  Statement on the Release of Jigme  Sangpo （页面存档备份，存于），对话基金会，2002年4月3日
2. ↑  达那.晋美桑波的声明
3. 1 2  西藏关押最久政治犯获释 （页面存档备份，存于），BBC中文网，2002年4月3日
4. ↑  新闻人物特写：晋美桑波 （页面存档备份，存于），BBC中文网，2002年4月4日
5. ↑  Story of Tanak Jigme Sangpo （页面存档备份，存于），Firend of Tibet
6. ↑  中国释放高龄西藏政治犯晋美桑波[永久]，VOA，2002年4月4日
7. ↑  达那·晋美桑波在facebook